# Doridella steinbergae
Doridella steinbergae är en snäckart som först beskrevs av Lance 1962.  Doridella steinbergae ingår i släktet Doridella och familjen Corambidae. Inga underarter finns listade i Catalogue of Life.